# Birstall (Yorkshire de l'Ouest)
Pour les articles homonymes, voir Birstall.
Birstall est un village du Yorkshire de l'Ouest, en Angleterre. Il est situé dans le district de Kirklees, à environ 10 km au sud-ouest de Leeds.
Birstall est le lieu de naissance de Joseph Priestley.